# Ibrahim Sidrak
Ibrahim Isaac Sidrak (in arabo: إبراهيم إسحاق سدراك; in copto: ⲁⲃⲣⲁϩⲁⲙ ⲓⲥⲁⲁⲕ ⲥⲉⲇⲣⲁⲕ; Banî Shouqayr, 19 agosto 1955) è un patriarca cattolico egiziano, dal 15 gennaio 2013 patriarca di Alessandria dei copti.

## Biografia
Ibrahim Isaac Sidrak è nato il 19 agosto 1955 nel villaggio di Banî Shouqayr, governatorato ed eparchia di Assiut, nella parte centrale della Repubblica Araba d'Egitto.

### Formazione e ministero sacerdotale
Dopo aver terminato gli studi primari e secondari, ha deciso di seguire la vocazione al sacerdozio, iscrivendosi quindi nel 1975 al Saint Leo's Patriarchal Seminary di Maadi, nei sobborghi del Cairo, per studiare filosofia e teologia. Al termine del percorso e dopo aver conseguito la laurea, ha ricevuto l'ordinazione sacerdotale il 7 febbraio 1980 per imposizione delle mani del cardinale Stefano I Sidarouss, C.M., patriarca di Alessandria dei copti; si è incardinato, ventiquattrenne, come presbitero dell'eparchia di Assiut.
Poco dopo l'ordinazione ha iniziato il ministero pastorale servendo nella parrocchia dell'Arcangelo Michele al Cairo per un triennio. Nel 1983 si è trasferito a Roma, in Italia, dove ha proseguito gli studi alla Pontificia Università Gregoriana, conseguendo il dottorato in teologia dogmatica nel 1988.
Tornato in Patria, nel 1989 ha cominciato ad insegnare presso il seminario maggiore di Maadi, dove egli stesso era stato studente, divenendone poi rettore nel 1990 succedendo a Kyrillos Kamal William Samaan, O.F.M., eletto eparca di Assiut il 16 maggio dello stesso anno; nello stesso periodo è stato anche nominato direttore dell'Istituto catechistico di Sakakini al Cairo nonché segretario generale dell'ufficio per l'insegnamento catechistico nella Chiesa cattolica copta, ricoprendo tali uffici fino al giugno 2001. All'inizio del 2002 ha prestato servizio presso la parrocchia della cattedrale patriarcale di Nostra Signora d'Egitto, ruolo ricoperto fino alla promozione all'episcopato.

### Ministero episcopale

#### Eparca di Minya dei copti
Il 29 settembre 2002 il Sinodo della Chiesa cattolica copta, riunitosi a Maadi, lo ha eletto, quarantasettenne, eparca di Minya, ricevendo poi l'assenso all'elezione il 5 ottobre da papa Giovanni Paolo II; è succeduto al sessantasettenne Antonios Naguib, contestualmente dimessosi per motivi di salute.
Ha ricevuto la consacrazione episcopale il 15 novembre successivo, nella cattedrale di Cristo Re a Minya, per imposizione delle mani del cardinale Stefano II Ghattas, C.M., patriarca di Alessandria dei copti, assistito dai co-consacranti monsignori Naguib, suo predecessore, Morkos Hakim, O.F.M., eparca di Sohag, Youhanna Golta, vescovo titolare di Andropoli e vescovo della Curia patriarcale, Andraos Salama, vescovo titolare di Barca ed ausiliare di Alessandria, Kyrillos Kamal William Samaan, eparca di Assiut, Youhannes Ezzat Zakaria Badir, eparca di Luxor, e Makarios Tewfik, eparca di Ismailia; ha preso possesso dell'eparchia durante la stessa cerimonia. Come suo motto episcopale ha scelto Il nous a confié le ministère de la réconciliation, che tradotto vuol dire "Ci ha affidato il ministero della riconciliazione" (Seconda lettera ai Corinzi 5, 17).
Il 25 agosto 2003 si è recato in Vaticano, assieme agli altri membri dell'episcopato egiziano, per la visita ad limina apostolorum, allo scopo di discutere con il pontefice della situazione e dei problemi relativi alla sua eparchia.

#### Patriarca di Alessandria dei copti
Il 15 gennaio 2013 il Sinodo della Chiesa cattolica copta, riunitosi a Muqattam dal 12 al 16 gennaio, lo ha eletto, cinquantasettenne, patriarca di Alessandria dei copti, facendo richiesta e ricevendo poi la ecclesiastica communio il 18 gennaio da papa Benedetto XVI; è succeduto al settantasettenne cardinale Antonios Naguib, contestualmente dimessosi per motivi di salute. Contemporaneamente è divenuto anche eparca di Alessandria dei copti, sede propria del patriarcato, presidente del Sinodo e dell'Assemblea della Gerarchia cattolica d'Egitto.
Il suo ministero patriarcale è iniziato solennemente nella cattedrale Nostra Signora ad Il Cairo il 12 marzo successivo, alla presenza, tra gli altri, del patriarca copto-ortodosso Teodoro II e di un rappresentante dell'imam della moschea di Al-Azhar. Il 23 marzo si è recato in Vaticano per essere ricevuto in udienza dal neoeletto papa Francesco ed il 9 dicembre seguente ha anche concelebrato con il pontefice ed il cardinale Leonardo Sandri, prefetto della Congregazione per le Chiese orientali, una messa svoltasi alle ore 7:00 nella cappella della Domus Sanctae Marthae.
Il 19 febbraio 2014 lo stesso papa lo ha nominato membro della Congregazione per le Chiese orientali. Dal 5 al 19 ottobre dello stesso anno ha preso parte alla III assemblea generale straordinaria del Sinodo dei vescovi, svoltasi nella Città del Vaticano, con tema Le sfide pastorali della famiglia nel contesto dell'evangelizzazione.
Ha preso parte anche alla XIV assemblea generale ordinaria, svoltasi dal 4 al 25 ottobre 2015, con tema La vocazione e la missione della famiglia nella Chiesa e nel mondo contemporaneo; durante la sua permanenza in Vaticano è stato ricevuto anche in udienza dal papa il 20 ottobre.
Il 23 gennaio 2017, con l'accettazione della rinuncia di Antonios Aziz Mina, è divenuto amministratore apostolico sede vacante dell'eparchia di Giza; il 6 febbraio successivo ha compiuto una seconda visita ad limina in Vaticano, assieme agli altri vescovi cattolici copti. Dal 28 al 29 aprile dello stesso anno ha accolto papa Francesco durante il suo viaggio apostolico in Egitto.
Il 10 aprile 2018 ha cessato l'incarico di amministratore apostolico di Giza con la nomina del nuovo amministratore Toma Adly Zaki.
Dal 3 al 28 ottobre 2018 ha preso parte alla XV assemblea generale ordinaria del Sinodo dei vescovi con tema I giovani, la fede e il discernimento vocazionale.
Il 7 febbraio 2020 è stato ricevuto nuovamente in udienza dal pontefice assieme agli altri membri del Consiglio dei patriarchi cattolici d'Oriente, di cui fa parte per diritto. Il 7 ottobre successivo, con l'accettazione della rinuncia di Botros Fahim Awad Hanna, è divenuto amministratore apostolico sede vacante dell'eparchia di Minya, svolgendo tale incarico fino al 3 novembre, giorno della nomina del nuovo eparca Basilios Fawzy Al-Dabe, trasferito dall'eparchia di Sohag.

## Genealogia episcopale e successione apostolica
La genealogia episcopale è:
- Cardinale Scipione Rebiba
- Cardinale Giulio Antonio Santori
- Cardinale Girolamo Bernerio, O.P.
- Arcivescovo Galeazzo Sanvitale
- Cardinale Ludovico Ludovisi
- Cardinale Luigi Caetani
- Cardinale Ulderico Carpegna
- Cardinale Paluzzo Paluzzi Altieri degli Albertoni
- Papa Benedetto XIII
- Papa Benedetto XIV
- Papa Clemente XIII
- Cardinale Marcantonio Colonna
- Cardinale Giacinto Sigismondo Gerdil
- Cardinale Giulio Maria della Somaglia
- Cardinale Carlo Odescalchi, S.I.
- Cardinale Costantino Patrizi Naro
- Cardinale Lucido Maria Parocchi
- Cardinale Alfonso Maria Mistrangelo, Sch.P.
- Arcivescovo Andrea Cassulo
- Patriarca Marco II Khouzam
- Cardinale Stefano I Sidarouss, C.M.
- Cardinale Stefano II Ghattas, C.M.
- Patriarca Ibrahim Isaac Sidrak

La successione apostolica è:
- Vescovo Emmanuel Bishay (2016)
- Vescovo Emmanuel (Khaled Ayad) Bishay (2016)
- Vescovo Toma Adly Zaki (2018)
- Vescovo Basilios Fawzy Al-Dabe (2019)
- Vescovo Hani Nassif Wasef Bakhoum Kiroulos (2019)
- Vescovo Daniel Lotfy Khella (2019)
- Vescovo Bechara Guida Matarana, O.F.M. (2020)
- Vescovo Thomas Halim Habib (2021)
- Vescovo Pola Ayoub Matta Usama Shafik Akhnoukh (2023)
- Vescovo Thomas Esam William Bolos Faragalla (2023)